# Callomyia elegans
Espèce
Synonymes
- Callomyia baumhaueri Meigen, 1824
- Callomyia fabricii Schiner, 1864
- Callomyia leptipennis Dale, 1890
- Callomyia socia Wiedemann, 1817
- Heteroneura leptiformis Fallen, 1810

Callomyia elegans est une espèce de diptères de la famille des Platypezidae. Elle est trouvée en Europe.